# Sant Vicenç de Calders–Barcelona-vasútvonal
A Sant Vicenç de Calders–Barcelona-vasútvonal egy egy 162,1 km hosszú, részben kétvágányú, 3 kV egyenárammal villamosított 1 668 mm nyomtávolságú  vasútvonal a Barcelona és Sant Vicenç de Calders között Spanyolországban a Földközi-tenger partján.
Tulajdonosa az ADIF, a járatokat az RENFE üzemelteti.

## A vonal
A vasútvonal a barcelonai Barcelona-França fejpályaudvarról indul, majd a várost alatt alagúton át halad, érintve Barcelona-Passeig de Gràcia és Barcelona-Sants állomásokat is. Elhagyva a várost a Josep Tarradellas Barcelona-El Prat repülőtér mellett halad tovább, ahová egy rövid szárnyvonal is vezet. Jelenleg még csak az egyes terminálnak van közvetlen vasúti kapcsolata, de már épül a kettes terminálhoz is egy rövid leágazás. Ezután a sínek a tengerpart vonalát követik, gyakran csupán néhány méterre a mélyben található víztől, miközben az utasok szédítő panorámát csodálhatnak meg. Alagutak és bevágások követik egymást, majd a vonal eltávolodik a tengerparttól. Útja során több kisebb, strandokkal is rendelkező települést érint, míg eléri Sant Vicenç de Calders vasúti csomópontot.

## Forgalom
A vasútvonalon az Euromed és Trenhotel távolsági vonatok közlekednek Tarragona, Valencia és Alicante felé. A regionális forgalmat a Rodalies Barcelona vonatai jelentik. A repülőtérre harmincpercenként indulnak járatok a belvárosból.

## Érdekességek
- Vilanova i la Geltrú állomása közelében található a Katalán vasúti múzeum.[2]

## Képgaléria

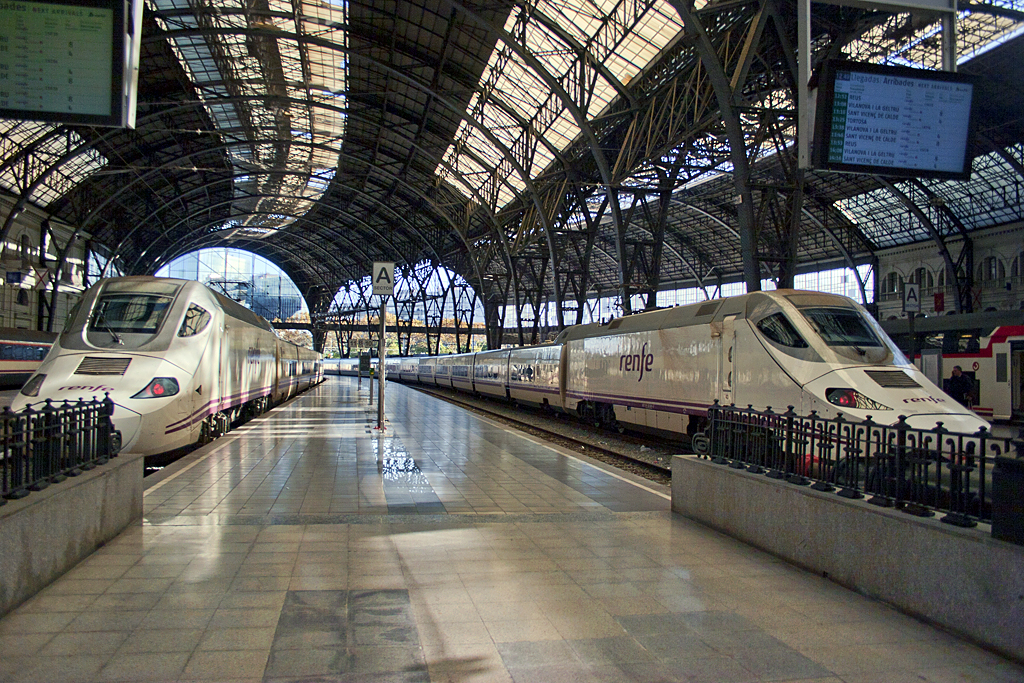
Estació de França
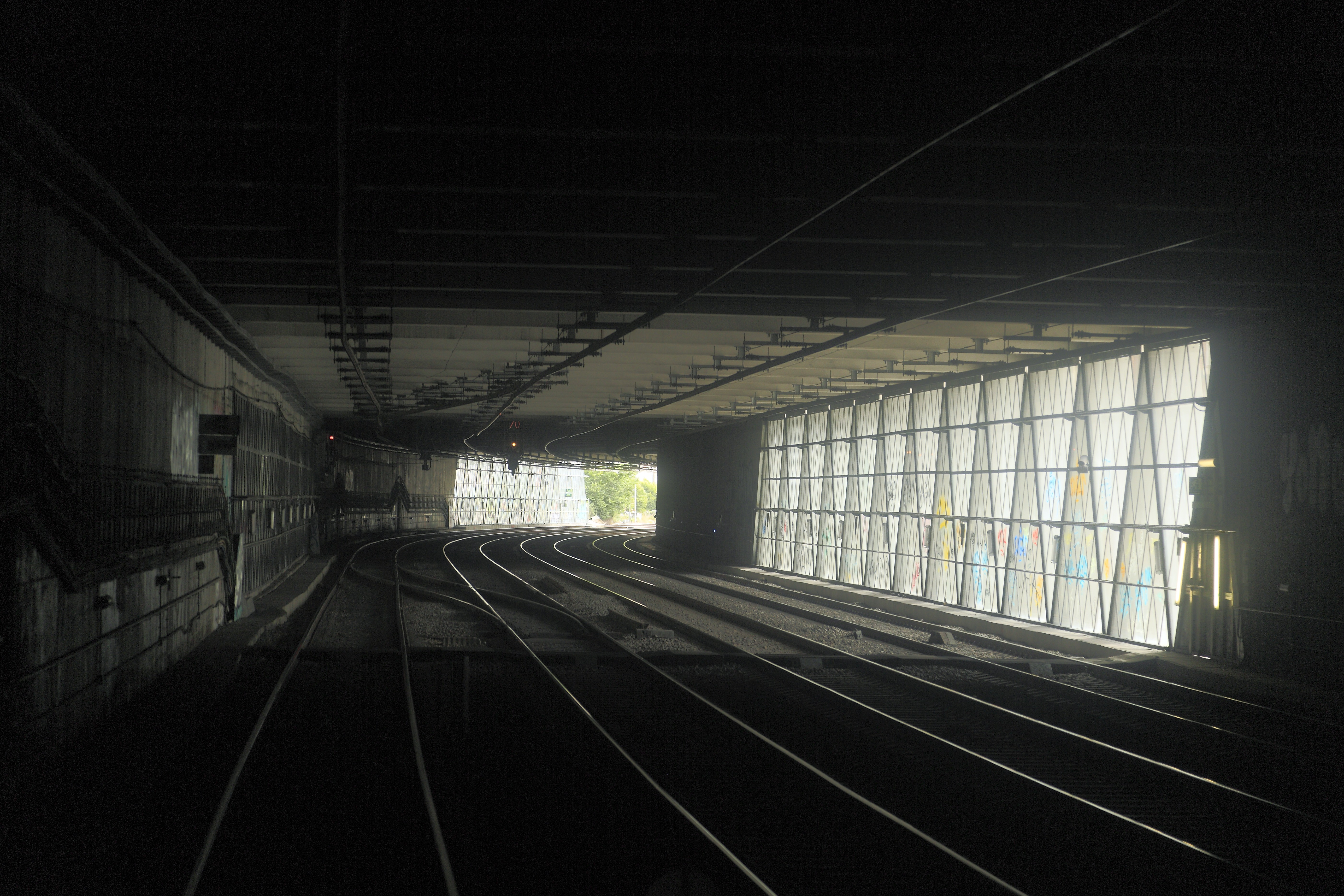
Alagút a vonalon
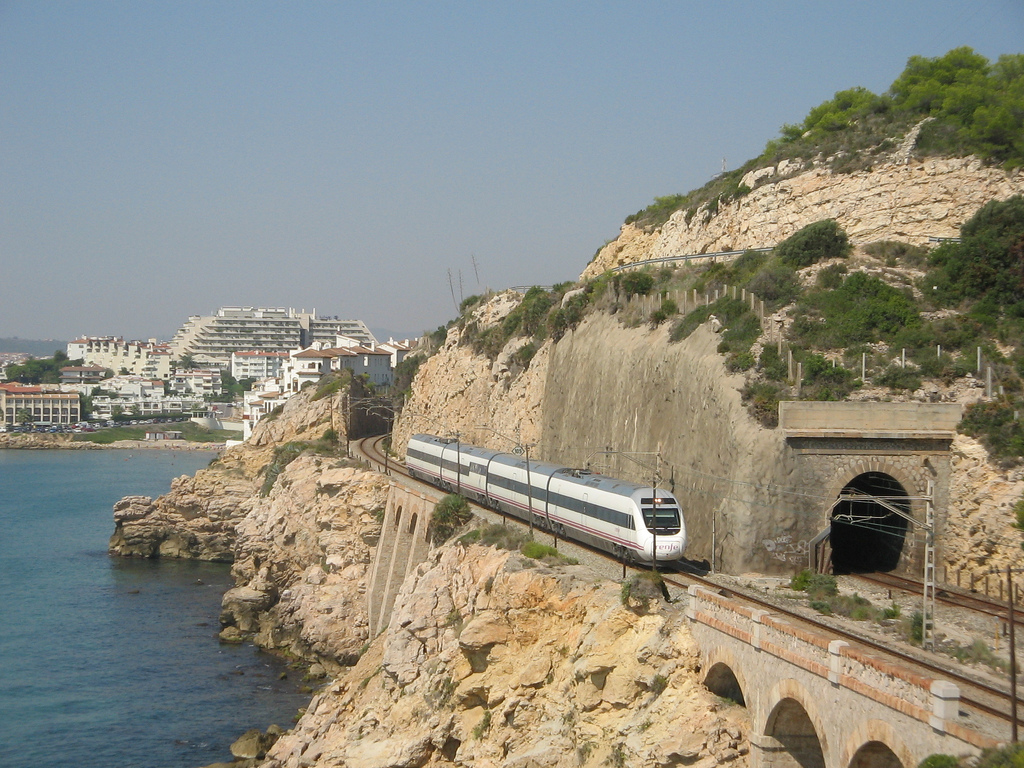
Villamos motorvonat Barcelona közelében
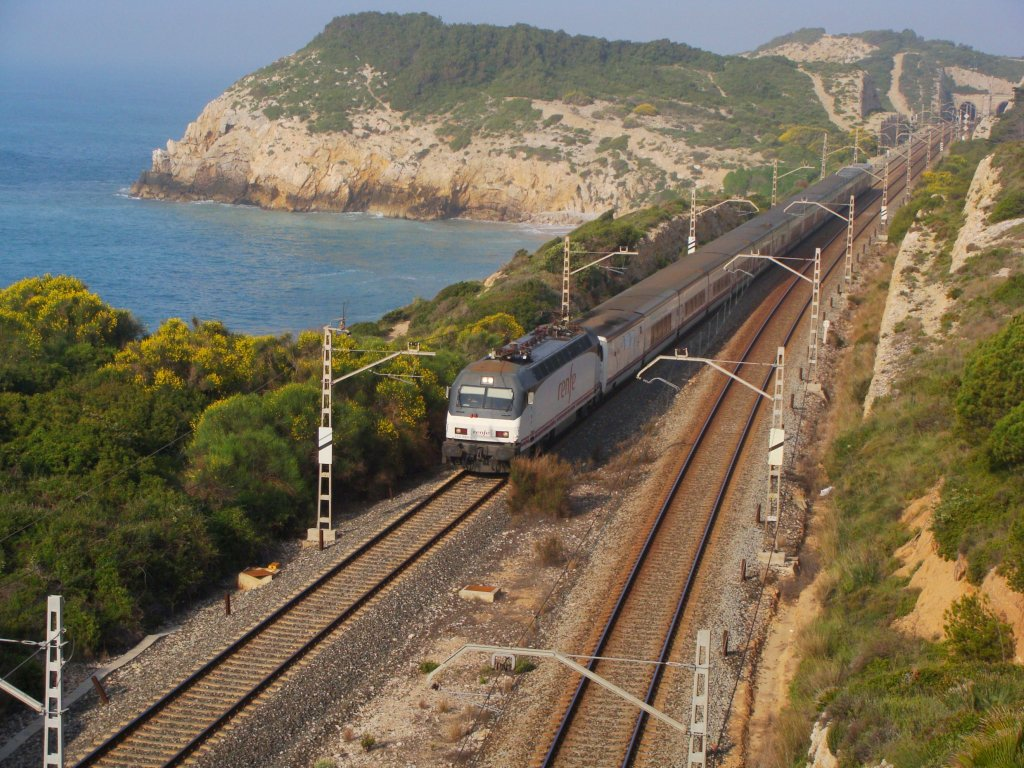
Trenhotel a vonalon
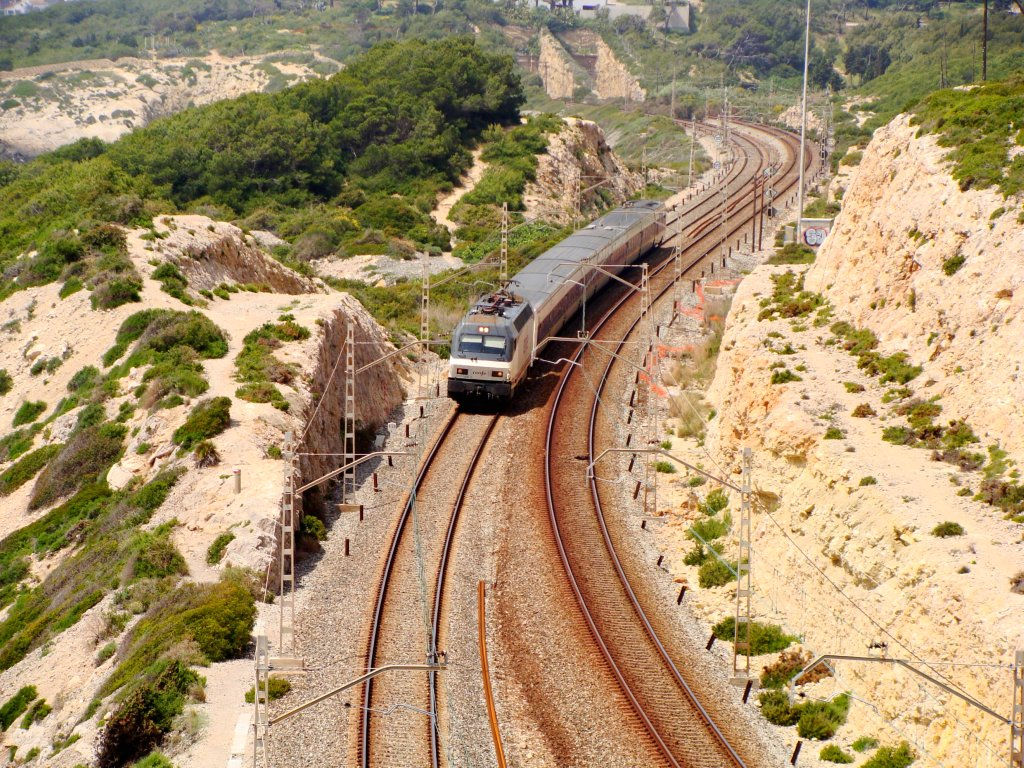
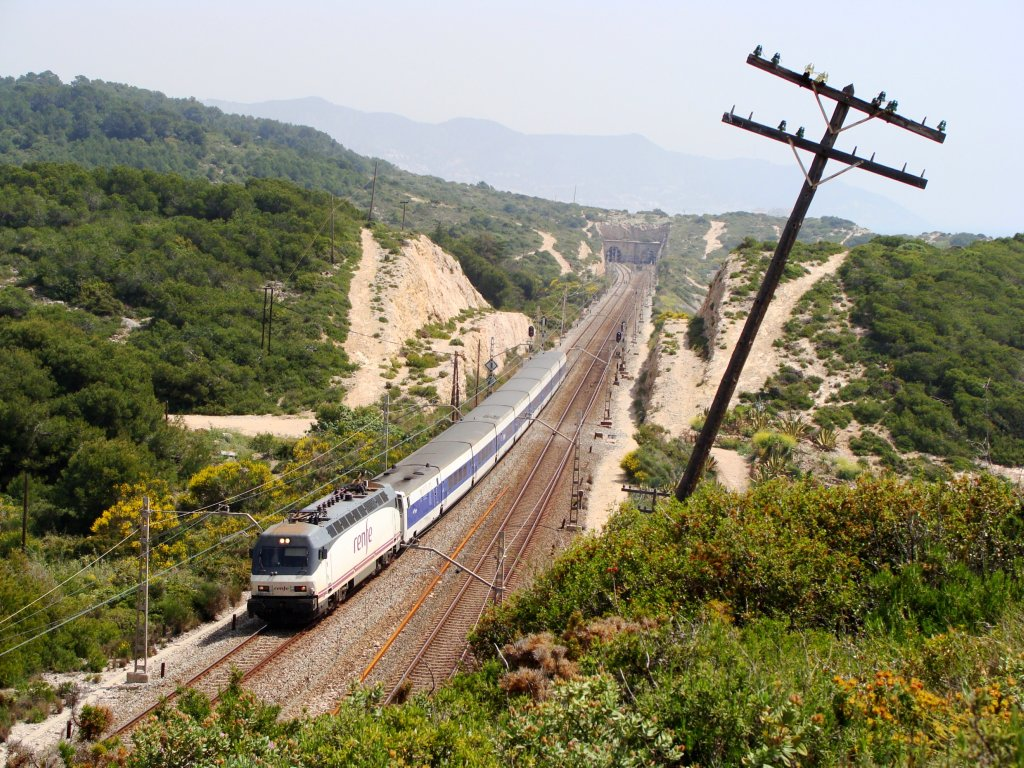
Talgo vonat a vonalon
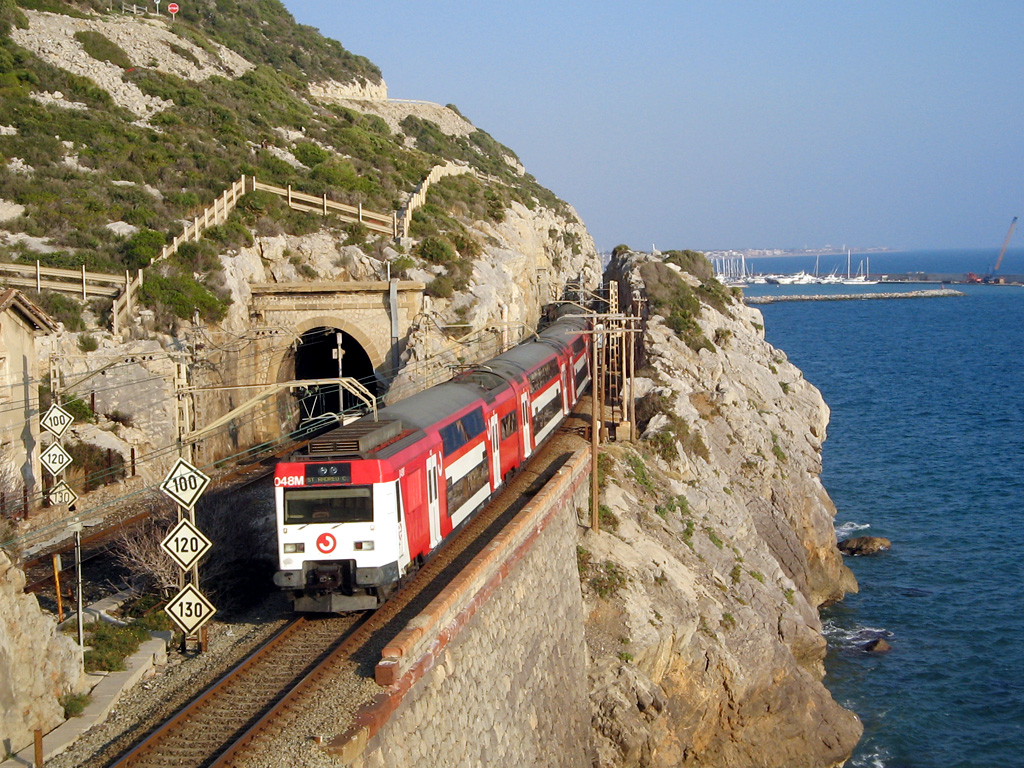
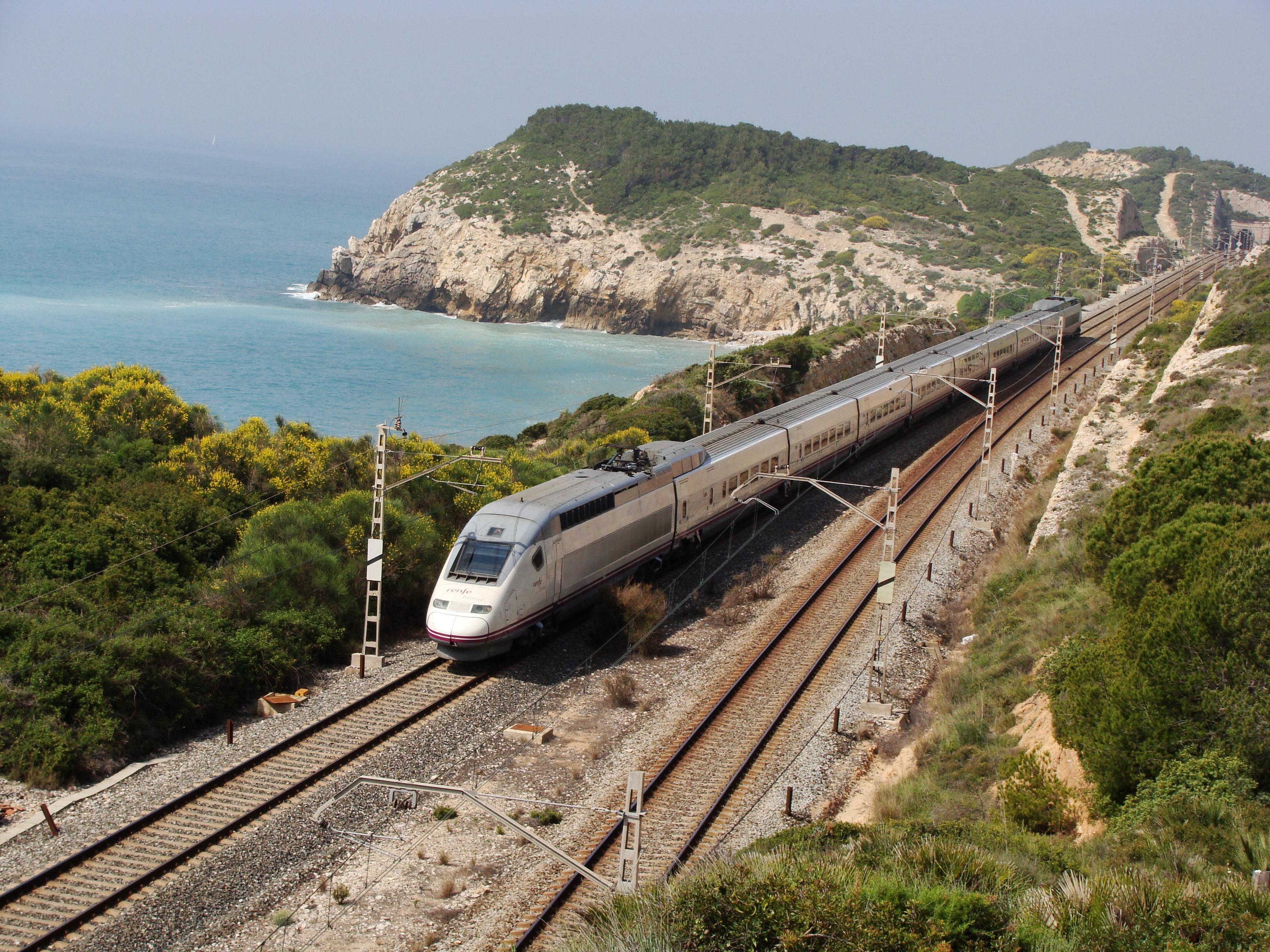
Euromed nagysebességű motorvonat Vilanova i la Geltrú közelében
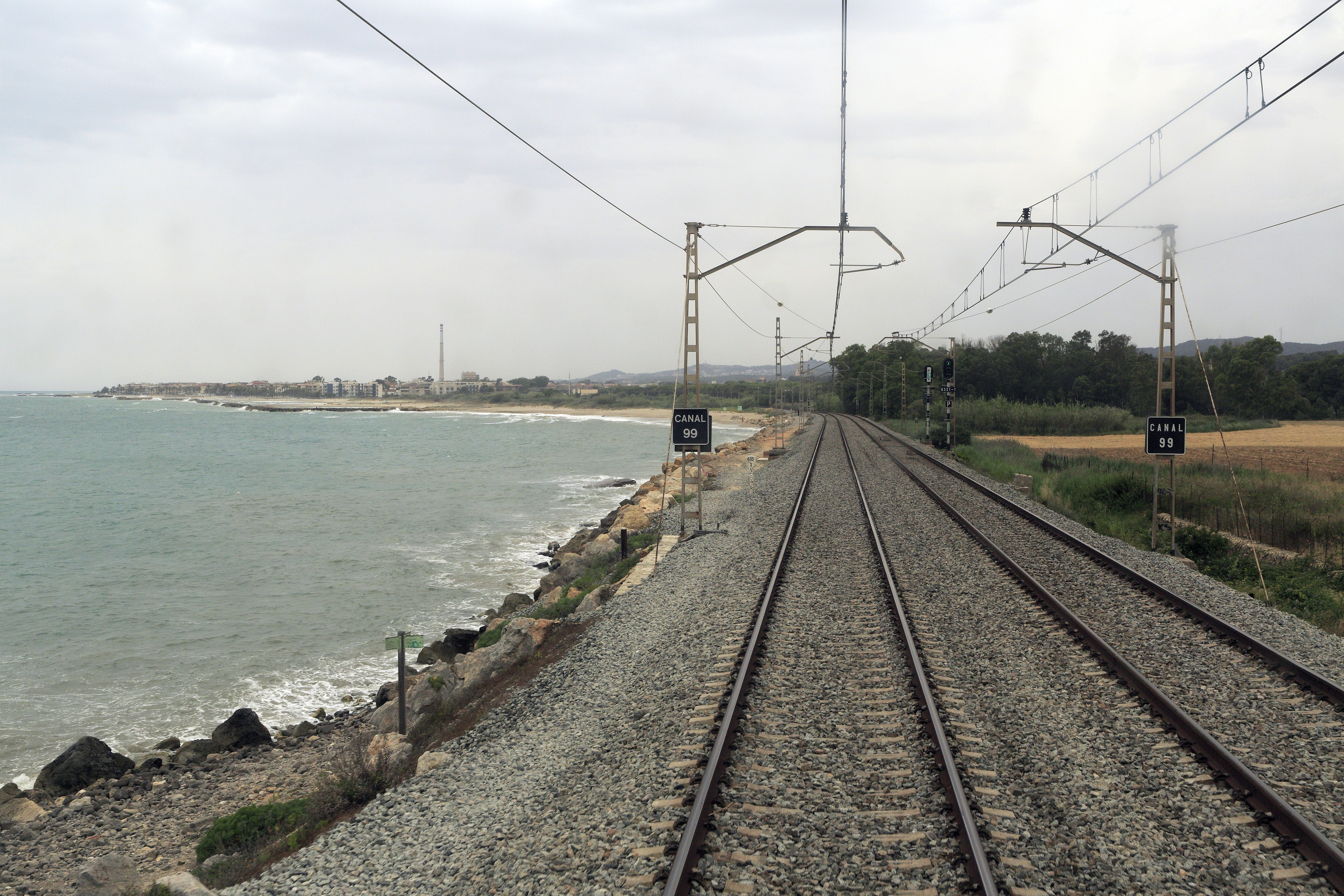
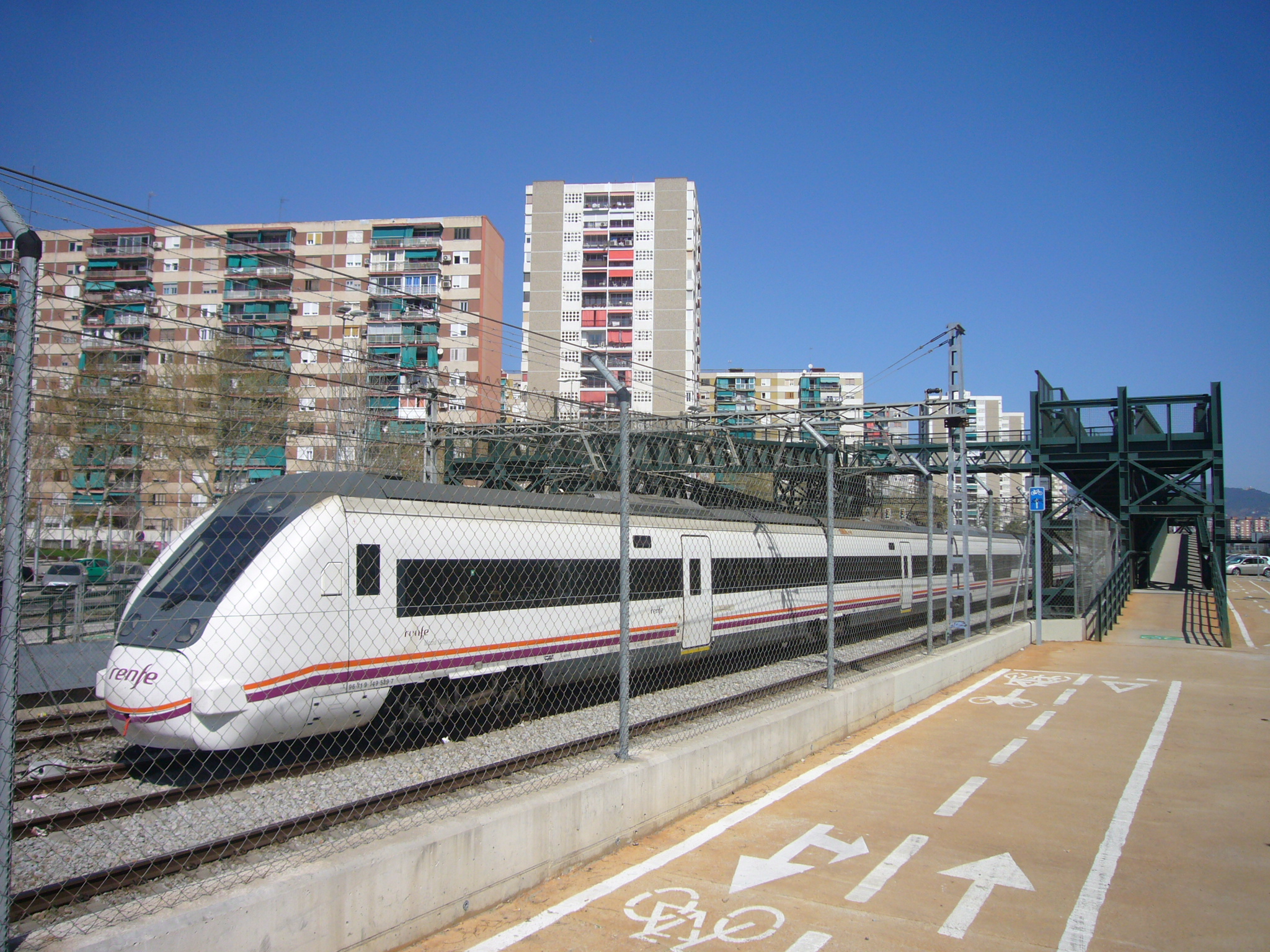
Bellvitge állomás
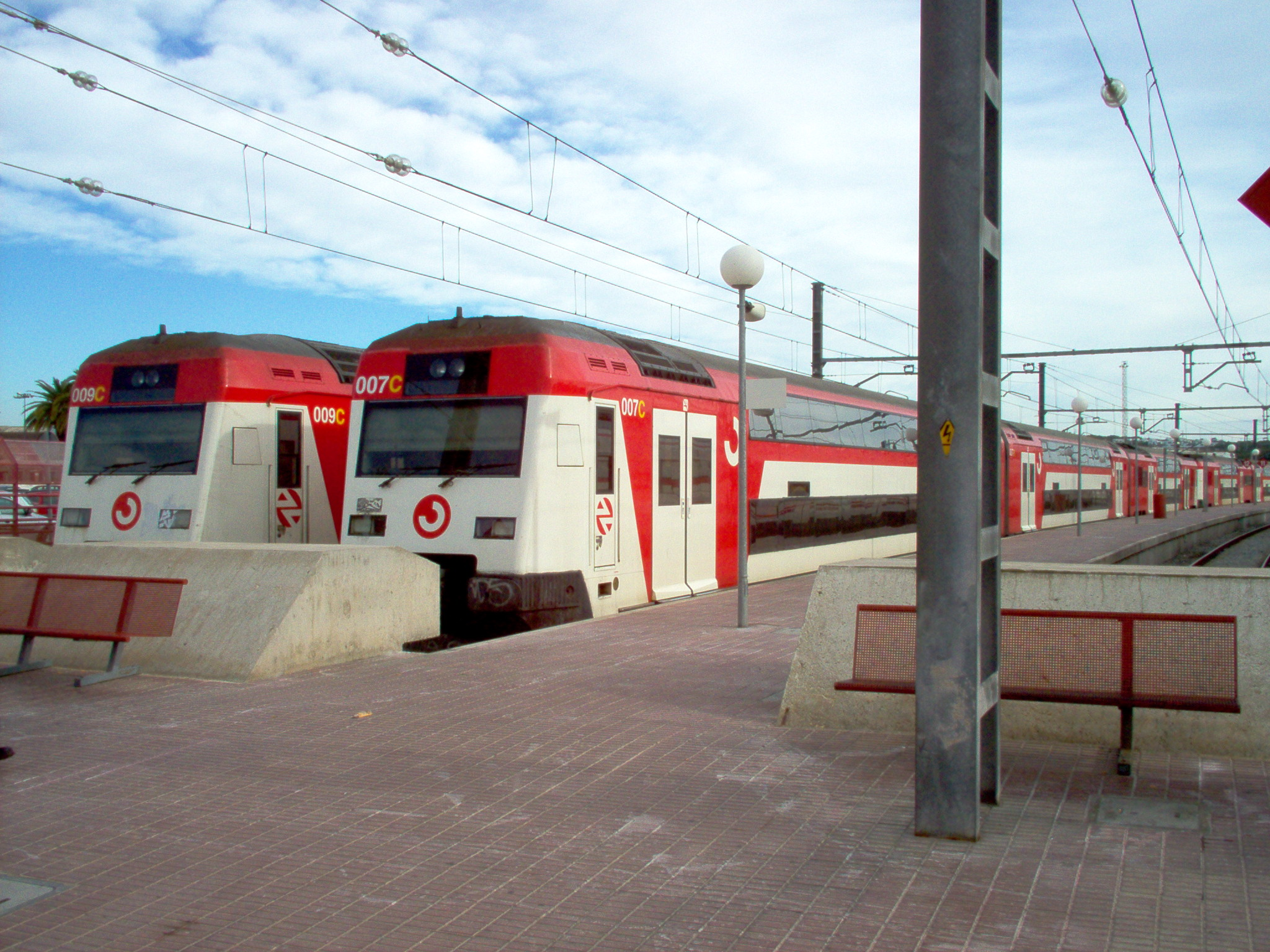
Vilanova i la Geltrú állomása
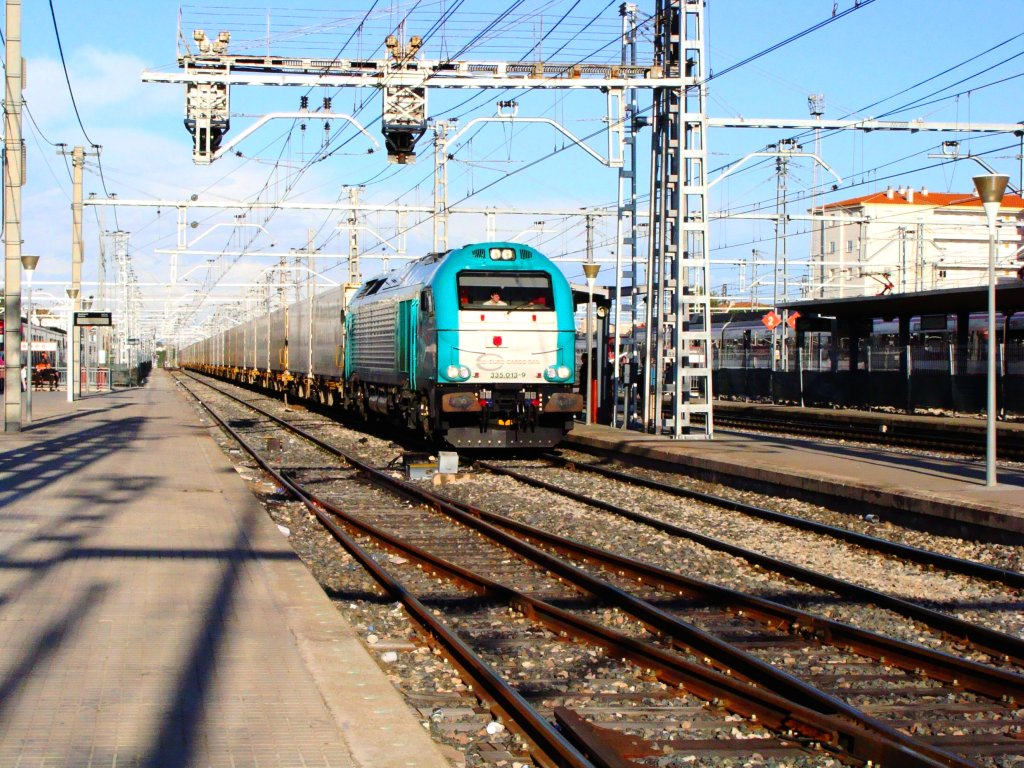
A vasútvonal végállomása, Sant Vicenç de Calders